# Mentorskap

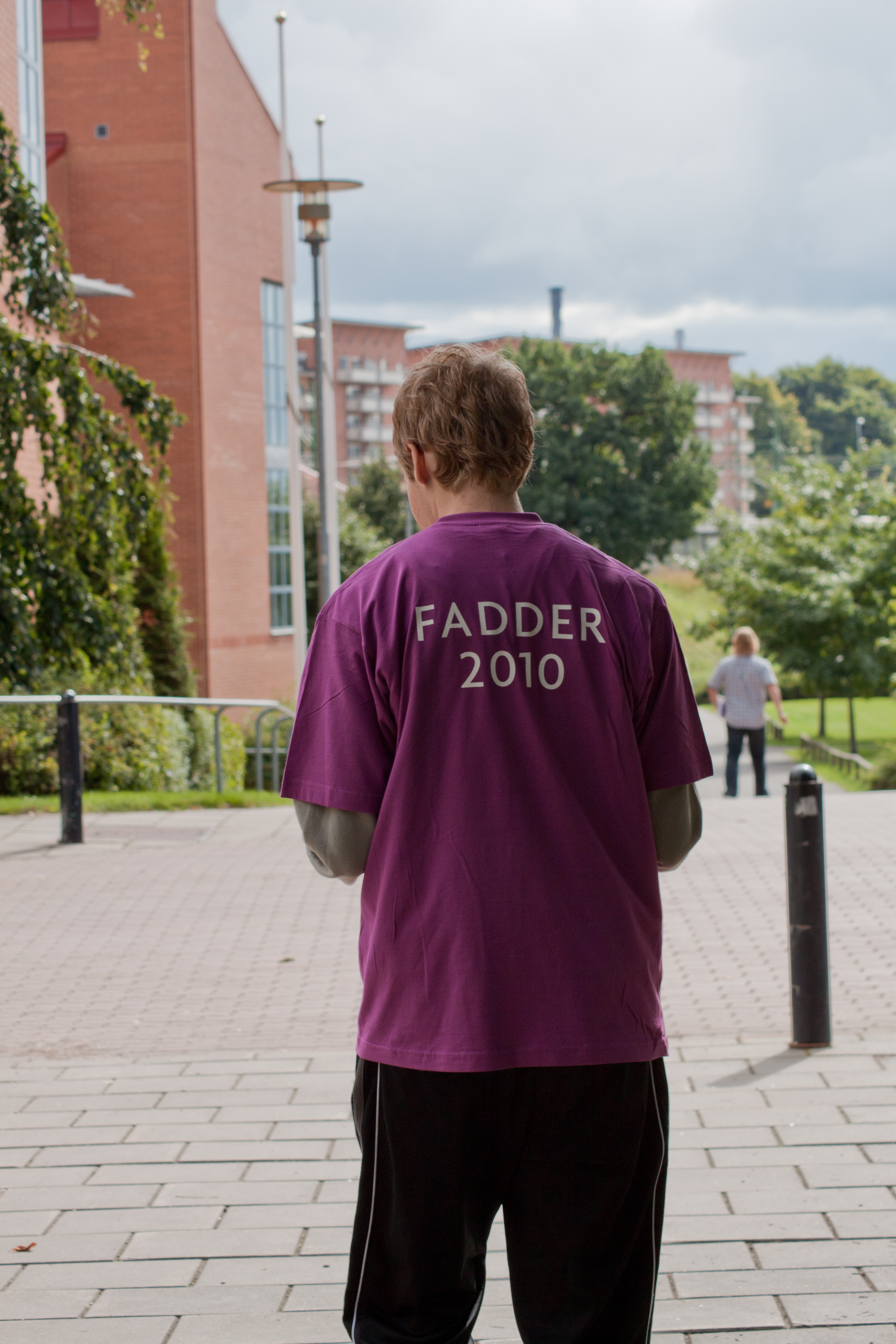
En bild på en fadder vid Högskolan i Skövde.

Fadderskap eller mentorskap syftar på en person – dock inte förälder – som står en oerfaren person nära och kan fungera som vägledare. Man ansvarar på ett eller annat sätt för en adepts personliga utveckling, oftast i samband med att någon särskild lärdom delges. Den som vägleder kallas fadder eller mentor.
Ursprunget till ordet mentor kommer från Homeros Odyssén där Athena dyker upp som en av Odysseus gamla vänner Mentor för att ge hans son Telemachos lite uppmuntran, vilket stadfäste ordet som synonym till en erfaren och tillförlitlig rådgivare. 
Faddern/mentorn kan vara en något mer erfaren person inom fältet som tar hand om och vägleder en eller flera nykomlingar till området. Beteckningen mentor är till exempel vanlig inom universitetens grundutbildning. 
Fadderns/mentorns roll kan ta sig många olika uttryck, och utövas med allt från lösa tyglar och en demokratisk stämning till mycket fasta ramar och förhållningsregler för adepten, vilket ofta blir en fråga om lokala kulturella sedvänjor. Genom att svara på mentorns frågor, eller beakta mentorn som föredöme, kan adepten ofta själv komma fram till vad som är rätt och fel, och utvecklas till en mer framgångsrik individ, både i det personliga levernet och i yrkeslivet.
Eftersom fadderns/mentorns livserfarenhet oftast spelar in på ett avgörande sätt i mentorskapets värde för adepten, brukar mentorn vara en person i mogen ålder, fast inte nödvändigtvis alltid så är fallet. Vanligtvis drar även mentorn personlig lärdom av förhållandet.
Enligt SAOL är faddern en vuxen person. Dock förekommer fadderverksamhet även inom grundskolor, där äldre elever fungerar som faddrar till yngre.
Även begreppet affärsmentor  börjar bli vanligt i näringslivet. Skillnaden mellan en mentor och affärsmentor är ett bredare perspektiv på förväntat resultat. Resultatet handlar om att skapa framgång för både individ och organisation eller verksamhet. I de flesta fall förekommer även att adepten betalar ett arvode för att genomföra mentorskapet.